# Aeroportul Internațional Val de Cans
Aeroportul Internațional Val de Cans (IATA: BEL, ICAO: SBBE) este un aeroport din Belém, Pará, Brazilia ce deservește zona Belém. Aeroportul a fost tranzitat în 2022 de 3.227.769 de pasageri. A fost deschis în 1959 și numit după Júlio César Ribeiro de Sousa⁠(d).
Situat la o altitudine de 17 m, aeroportul dispune de 2 piste. Este operat de Infraero⁠(d).

## Infrastructură

### Piste
Aeroportul dispune de 2 piste. Pista 6/24 are suprafața de asfalt și dimensiunile 2.800 m × 45 m. Pista 02/20 are suprafața de asfalt și dimensiunile 1.830 m × . 